# Ghiacciaio Kosco
Il ghiacciaio Kosco (in lingua inglese: Kosco Glacier) è un ghiacciaio lungo circa 40 km, che fluisce in direzione nord dalle Anderson Heights, nei Monti Bush, andando a confluire alla fine nella Barriera di Ross tra il Wilson Portal e il Mount Speed. I Monti Bush sono una catena montuosa dei Monti della Regina Maud, in Antartide. 
Fu scoperto dai membri dell'United States Antarctic Service (USAS) durante le ricognizioni del 1939-41. La denominazione fu assegnata dal Comitato consultivo dei nomi antartici (US-ACAN) in onore del capitano George F. Kosco, della U.S. Navy, responsabile scientifico della U.S. Navy durante l'operazione Highjump del 1946-47.